# Sled
Slédi so krmne ribe, večinoma pripadajo družini Clupeidae.
Sledi se pogosto premikajo v velikih jatah okoli ribiških bregov in blizu obale, najdemo jih zlasti v plitvih, zmernih vodah severnega Tihega oceana in severnega Atlantskega oceana, vključno z Baltskim morjem, pa tudi ob zahodni obali Južne Amerike. Priznane so tri vrste Clupea (tip rodu družine sledi Clupeidae), ki predstavljajo približno 90 % vseh sledov, ujetih v ribolovu. Najpogostejša med temi vrstami je atlantski sled, ki zajema več kot polovico vsega ulova sledov. Ribe, imenovane sled, najdemo tudi v Arabskem morju, Indijskem oceanu in Bengalskem zalivu ter Vanskem jezeru.
Sledi so imeli pomembno vlogo v zgodovini morskega ribištva v Evropi in v začetku 20. stoletja je bilo njihovo preučevanje temeljnega pomena za razvoj ribiške znanosti.   Te mastne ribe imajo tudi dolgo zgodovino kot pomembna ribja hrana in so pogosto soljene, dimljene ali vložene.
Sledi so znani tudi kot "srebrni ljubljenčki".

## Vrste
Številne različne vrste, ki večinoma pripadajo družini Clupeidae, se običajno imenujejo slaniki. Izvor izraza "sled" je nekoliko nejasen, čeprav morda izhaja iz stare visoke nemščine heri, kar pomeni "gostitelj, množica", glede na velike jate, ki jih tvorijo. 
Tipični rod družine sledov Clupeidae je Clupea. Clupea vsebuje samo dve vrsti: atlantskega sleda (tipska vrsta), ki ga najdemo v severnem Atlantiku, in pacifiškega sleda, ki ga najdemo predvsem v severnem Pacifiku. 
| Sledi iz rodu Clupea | Sledi iz rodu Clupea               | Sledi iz rodu Clupea | Sledi iz rodu Clupea | Sledi iz rodu Clupea | Sledi iz rodu Clupea | Sledi iz rodu Clupea | Sledi iz rodu Clupea | Sledi iz rodu Clupea | Sledi iz rodu Clupea | Sledi iz rodu Clupea |
| Pogosto ime          | Znanstveno ime                     | Največja dolžina     | Običajna dolžina     | Največja teža        | Največja starost     | Trofična raven       | FishBase             | FAO                  | JE                   | status IUCN          |
| -------------------- | ---------------------------------- | -------------------- | -------------------- | -------------------- | -------------------- | -------------------- | -------------------- | -------------------- | -------------------- | -------------------- |
| Atlantski sled       | Clupea harengus Linnaeus, 1758     | 45,0 cm              | 30.0 cm              | 1.05 kg              | 22 let               | 3.23                 | [ 8 ]                | [ 9 ]                |                      | Najmanjša skrb       |
| Pacifiški sled       | Clupea pallasii Valenciennes, 1847 | 46,0 cm              | 25.0 cm              |                      | 19 let               | 3.15                 | [ 8 ]                | [ 10 ]               |                      | Ni ocenjeno          |

Poleg tega se številne sorodne vrste, vse v Clupeidae, običajno imenujejo slaniki. Spodnja tabela vključuje tiste člane družine Clupeidae, ki jih FishBase imenuje slaniki, ki jih je ocenila Mednarodna zveza za ohranjanje narave.

## Značilnosti
Vrste Clupea spadajo v večjo družino Clupeidae (sledi, slaniki, sardele, menhadens ), ki obsega približno 200 vrst, ki imajo podobne značilnosti. Te srebrnkaste ribe imajo eno samo hrbtno plavut, ki je mehka, brez bodic. Nimajo bočne linije in imajo štrlečo spodnjo čeljust. Njihova velikost se razlikuje med podvrstami: baltski sled (Clupea harengus membras ) je majhen, 14 do 18 cm; pravi atlantski sled (Clupea harengus harengus) lahko zraste do približno 46 cm in s težo do 700 g; pacifiški sledi pa zrastejo do približno 38 cm.

## Življenjski krog
Vsak mesec v letu se drsti vsaj en stalež atlantskega sleda. Vsak se drsti ob drugem času in kraju (slaniki spomladi, poleti, jeseni in pozimi). Populacije Grenlandije se drstijo v 0–5 metrov (0–16 čevljev) vode, medtem ko se severnomorski (obrežni) sledi drstijo v globini do 200 m (660 čevljev) jeseni. Jajčeca odlagajo na morsko dno, na skale, kamenje, prod, pesek ali ležišča alg. Samice lahko odložijo od 20.000 do 40.000 jajčec, odvisno od starosti in velikosti, povprečno približno 30.000. Pri spolno zrelem sledu genitalni organi pred drstenjem zrastejo in dosežejo približno petino celotne teže.
Jajčeca potonejo na dno, kjer se v plasteh ali kepah prilepijo na gramoz, morske alge ali kamne s svojo sluzasto prevleko ali na druge predmete, na katere se slučajno usedejo.

### Plenilci
Med plenilci sleda so morske ptice, morski sesalci, kot so delfini, pliskavke, kiti, tjulni in morski levi, plenilske ribe, kot so morski psi, tune, lososi, črtasti brancini, trske in morski list. Ribiči tudi lovijo in jedo slede.

## Ribištvo
Odrasle slede se lovi zaradi mesa in jajčec, pogosto pa se uporablja kot ribja vaba. Trgovina s sledi je pomemben sektor mnogih nacionalnih gospodarstev. V Evropi so ribo imenovali "morsko srebro", trgovina z njo pa je bila tako pomembna za mnoge države, da je veljala za komercialno najpomembnejši ribolov v zgodovini. 

## Kot hrana
Sledi so bili pomemben vir hrane že od leta 3000 pr.n.š. Ribe se uživa na različne načine in uporabljajo se številni regionalni recepti: uživajo se surove, fermentirane, vložene ali sušene z drugimi tehnikami, kot je prekajena kot kiper.
Sled ima zelo visoko vsebnost dolgoverižnih omega-3 maščobnih kislin EPA in DHA. So vir vitamina D.

## Zgodovina
Sled je v zgodovini igral zelo pomembno družbeno in gospodarsko vlogo. V srednjem veku je sled spodbudil ustanovitev Great Yarmoutha, Amsterdama in Kopenhagna .  Leta 1274, ko je bil na smrtni postelji v samostanu Fossanova (južno od Rima, Italija), je Tomaž Akvinski prosil za svežega sleda, ko so ga spodbudili, naj nekaj poje, da bi si povrnil moč.